# Зубков, Михаил Константинович
Михаил Константинович Зубков (15 сентября 1893 года, село Вышгород, ныне Рязанский район, Рязанская область — 16 апреля 1976 года, Орджоникидзе) — советский военный деятель, Генерал-майор (1943 год).

## Начальная биография
Михаил Константинович Зубков родился 15 сентября 1893 года в селе Вышгород ныне Рязанского района Рязанской области. До службы в армии Зубков работал в гараже Московского автомобильного товарищества в Москве, с ноября 1913 года — на сельскохозяйственном складе Казанского уездного ведомства в городе Арск Казанской губернии.

## Военная служба

### Первая мировая и гражданская войны
В Первую мировую войну 19 ноября 1914 года призван на военную службу Русской императорской армии и зачислен в 78-й пехотный запасной батальон в город Рязань. В мае 1915 года направлен во 2-ю Петергофскую школу прапорщиков, а 18 июля был произведен в младшие унтер-офицеры. По её окончании 15 августа он производится в прапорщики и направляется на Западный фронт, где был зачислен в запасной полк в город Волочиск.
Затем там назначен младшим офицером в 92-й пехотный Печорский полк 23-й пехотной дивизии. В его составе с 8 сентября 1915 года младшим офицером, командиром роты, с осени 1916 года — командиром батальона участвовал в боях против германских войск. За боевые отличия награждён многими царскими наградами, в том числе высшей офицерской военной наградой — орденом Святого Георгия 4-й степени. В декабре 1916 года, при переформировании полков из 4-батальонного в 3-батальонный состав, был направлен на формирование 76-го стрелкового Сибирского полка командиром батальона. В период Октябрьской революции полк находился в резерве Юго-Западного фронта в районе Гусятин, затем убыл в Киев на подавление контрреволюционных выступлений. В декабре 1917 года демобилизован в чине штабс-капитана и по возвращеним на родину работал продавцом в кооперативе в селе Вышгород.
В октябре 1918 года вступил в ряды РККА, после чего был назначен на должность инструктора по вневойсковой подготовке Рязанского уездного военкомата, в апреле 1919 года — на должность командира стрелкового батальона запасного полка 5-й армии, после чего принимал участие в боевых действиях Восточном фронте против войск под командованием адмирала А. В. Колчака.

### Межвоенное время
С августа 1921 года Зубков служил на должностях командира батальона 228-го и 226-го стрелковых полков и помощника командира 228-го стрелкового полка в составе 26-й стрелковой дивизии.
В августе 1922 года был направлен на повторные курсы комсостава при штабе 5-й армии, после чего вновь был направлен в 26-ю стрелковую дивизию, где исполнял должность помощника командира 78-го стрелкового полка. В ноябре 1923 года был назначен на должность командира батальона 242-го стрелкового полка, а затем — на должность помощника командира по хозяйственной части 243-го стрелкового полка.
В 1926 году закончил стрелково-тактические курсы «Выстрел» и в июне 1930 года был назначен на должность командира 84-го горнострелкового полка (28-я горнострелковая дивизия, Северокавказский военный округ). В 1938 году Зубков был уволен в запас по ст. 44 п. «в», и арестован, однако в июле 1940 года освобожден, восстановлен в РККА и назначен на должность начальника снабжения 129-й стрелковой дивизии, а в феврале 1941 года — на должность заместителя командира 165-й стрелковой дивизии.

### Великая Отечественная война
В июле 1941 года был назначен на должность командира 302-й горнострелковой дивизии, находившейся на формировании в Северокавказском военном округе. С декабря дивизия принимала участие в ходе Керченско-Феодосийской десантной операции, а затем в оборонительных боевых действиях на Керченском полуострове. В марте 1942 года дивизия под командованием Зубкова была преобразована в 302-ю стрелковую и в первой половине мая была эвакуирована на Кубань, где обороняла побережье Азовского моря.
С июля 1942 года находился на излечении в госпитале и после излечения с ноября находился в распоряжении Главного управления кадров НКО и в том же месяце был назначен на должность командира 10-го стрелкового корпуса, однако в январе 1943 года был вновь эвакуирован в госпиталь по болезни. После излечения в феврале того же года был назначен на должность командира 9-го стрелкового корпуса, который принимал участие в ходе Краснодарской наступательной операции и освобождения Майкопа и Краснодара.
В июне 1943 года был назначен на должность заместителя командующего 58-й армией, которая вела боевые действия на подступах к Темрюку. С июля 1943 года находился на излечении в госпитале, и в октябре после выздоровления был назначен на должность заместителя командующего войсками Орловского военного округа по военно-учебным заведениям, а в мае 1944 года — на должность заместителя командующего войсками Северокавказского военного округа по военно-учебным заведениям.

### Послевоенная карьера
В августе 1945 года был назначен на должность заместителя командующего Донским военным округом по военно-учебным заведениям.
Генерал-майор Михаил Константинович Зубков в июне 1946 года вышел в запас. Проживал в доме № 55 на проспекте Мира (в настоящее время этот дом является объектом культурного наследия). Умер 16 апреля 1976 года в Орджоникидзе.

## Награды
СССР
- орден Ленина;
- два ордена Красного Знамени;
- медали.

Российской Империи
- орден Святого Георгия 4-й степени;
- другие награды.